# دومينيك كوبفر
دومينيك كوبفر (مواليد 29 أبريل 1994) هو لاعب تنس محترف ألماني، أعلى تصنيف له في الفردي كان ال50 في مايو 2021

## روابط خارجية
- دومينيك كوبفر على موقع رابطة محترفي التنس (الإنجليزية)
- دومينيك كوبفر على موقع الاتحاد الدولي لكرة المضرب (الإنجليزية)
- دومينيك كوبفر على موقع كأس ديفيز (الإنجليزية)
- دومينيك كوبفر على موقع خلاصة التنس.كوم (الإنجليزية)
- دومينيك كوبفر على موقع إي إس بي إن.كوم (الإنجليزية)
- دومينيك كوبفر على موقع أوليمبيديا (الإنجليزية)
- دومينيك كوبفر على موقع اللجنة الأولمبية الألمانية (الألمانية)